# Banyukapah
Banyukapah is een bestuurslaag in het regentschap Sampang van de provincie Oost-Java, Indonesië. Banyukapah telt 3841 inwoners (volkstelling 2010).